# Robert Dodsley
Robert Dodsley, né le 13 février 1704 à Mansfield dans le Nottinghamshire, mort le 23 septembre 1764 à Durham, est un libraire et homme de lettres anglais.

## Biographie
Il fut d'abord laquais et commença à se faire connaître par un petit recueil en vers intitulé : la Muse en livrée, qui lui concilia l'estime de Alexander Pope. 
On a de lui en outre : 
- La Boutique de bijoux, comédie satirique, 1735 (traduite en français par Claude-Pierre Patu, 1756[1])  ;
- Le Roi et le Meunier de Mansfield, 1736, farce qui eut un grand succès (traduite en français par Claude-Pierre Patu, 1756) et inspira La Partie de chasse de Henri IV de Charles Collé ;
- Cléone, tragédie, 1758 ;
- L'Économie de la vie humaine ou le Bramine inspiré, 1748, traité de morale en style oriental (plusieurs fois traduits)
- des Fables en vers qui ont été aussi traduites.

Il publia à partir de 1758 l'Annual Register (en), qui devint le type des annuaires historiques au XIXe siècle.

## Œuvres
- Servitude; a Poem ... written by a Footman, préface et post-face attribué à Daniel Defoe
- A Muse in Livery, or the Footman’s Miscellany (1732)
- The Toyshop (1735)
- The King and the Miller of Mansfield (1737)]
- Select fables of Esop and other fabulists: in three books
- Aesop's fables